# Astarimo
Astarimo (‘Ashtar-rom, Aserymus) fue un rey de Tiro, y el tercer rey de cuatro hermanos que mantuvieron el reino. La única información disponible sobre él proviene de Flavio Josefo, sobre una cita del autor fenicio, Menandro de Éfeso, en Contra Apión i.18. El pasaje entero sobre los cuatro hermanos, según la traducción de Whiston, es el siguiente:

Ahora, cuatro hijos de la nodriza (de Abdastartus) conspiraron contra él, y le mataron, el mayor de ellos reinó doce años; después de él vino Astartus, hijo de Deleastartus: vivió cincuenta y cuatro años, y reinó doce años; después de él vino su hermano, Aserymus; vivió cincuenta y cuatro años, y reinó nueve años: fue muerto por su hermano, Pheles, que tomó el reino y reinó sólo ocho meses, aunque vivió cincuenta años: fue asesinado por Ithobalus, el sacerdote de Astarté.
Flavio Josefo Contra Apión

Las fechas dadas para Astarimo están de acuerdo con el trabajo de Frank Cross y otros eruditos, que toman 825 a. C. como la fecha en la que Dido, huyó de su hermano, Pigmalión, después de lo cual, fundó la ciudad de Cartago, en 814 a. C., y se convirtió en reina de esta ciudad. 
En su artículo Nora Stone, Frank Moore Cross hace la siguiente observación: 

Téngase en cuenta que partimos de una haplografía del texto josefiano, entre ‘Ashtart, el hermano mayor de los cuatro usurpadores, y Dalay-‘ashtart, su sucesor. En el presente texto corrupto, Dalay-‘ashtart (Deleastartus) se ha tomado como <<padre de Ashtart>>: Astartos ho Delaiastarton. No esperamos el patronímico del segundo hermano (el ho Delaiastarton). Nunca se da para usurpadores o fundadores de nuevas dinastías en las listas de reyes.

Por lo tanto, Cross supone que “el hijo de Deleastartus”, en este pasaje, lleva una corrupción, en la cual estaba asimilado el nombre del segundo de los cuatro hermanos. William Barnes expica sobre el análisis de Cross: 

Su contribución mayor fue la brillante sugerencia de que el patronímico ho Delaiastartou del Codex Laurentianus . . . actualmente representa una forma corrupta del nombre del segundo hermano de los cuatro usurpadores . . . De hecho, parece mucho más razonable, en mi opinión, sugerir que tal corrupción textual (con la conservación, aunque reinterpretada, de todos los nombres originales), que tener que explicar por qué el nombre y los datos cronológicos del mayor (y presumiblemente más notorio) usurpador no se pierden, mientras que el nombre del segundo usurpador, las fechas, y el patronímico, permanecen.

Cross (y Barnes, después) dan la siguiente secuencia para los cuatro usurpadores, hijos de la nodriza de Abdastarto:
- Astarto (‘Ashtart) 920-901 a. C.
- Deleastarto (Dalay-‘Ashtart) 900-889 a. C.
- Astarimo (‘Ashtar-rom, Aserymus) 888-880 a. C.
- Feles 879 a. C.

Al primero de los cuatro hermanos, según Cross y Barnes, no se le da ningún nombre en las interpretaciones usuales de los textos, y Astarto es el segundo de las series. Cross restauró a Astarto como el primero en reinar, y reconstruyó el nombre del segundo hermano, de lo que previamente se presumía como patronímico de Astarto.